# اوندژی سوکوپ
اوندژی سُوکوپ (چکی: Ondřej Soukup; ۲ مهٔ ۱۹۵۱ – ) بازیگر، و آهنگساز اهل کشور جمهوری چک است. نوازنده و آهنگساز اهل چک است. او موسیقی متن برای بیش از بیست فیلم بلند نوشته‌است، از جمله فیلم کلیا که در سال ۱۹۹۷ برندهٔ جایزه اسکار بهترین فیلم خارجی شد.